# Gerinne 613991
Gerinne 613991 ist ein 800 Meter langer Gebirgsbach im Ort Zeiringgraben, der einen hinteren Bereich des gleichnamigen Tals durchfließt und in den Zeiringbach-Zubringer mündet.